# Romer v. Evans
L'arrêt Romer v. Evans, 517 U.S. 620 (1996), est un arrêt de la Cour suprême des États-Unis rendu le 20 mai 1996, concernant l'orientation sexuelle et les lois des États. Il s'agit de la première décision relative aux droits LGBT depuis l'arrêt Bowers v. Hardwick de 1986, confirmant les constitutionnalité des lois anti-sodomie.
La Cour juge, six votes contre trois, que l'amendement 2 à la Constitution du Colorado, qui interdit les législations contre la discrimination envers les personnes homosexuelles et bisexuelles, ne satisfait pas à la clause d'égale protection prévue par le XIVe amendement de la Constitution des États-Unis. L'opinion majoritaire affirme que l'amendement manque d'un « lien rationnel avec les intérêts légitimes de l'État », et l'opinion dissidente relève que la majorité « de tout évidence est d'accord que le fondement rationnel — le test normal pour la conformité à la clause d'égale protection — est le standard dirigeant, ». L'amendement ne passe pas l'analyse du « fondement rationnel »,,,.
La décision Romer v. Evans est annonciatrice d'autres arrêts importants pour les droits des personnes homosexuelles : Lawrence v. Texas, effectuant en 2003 un revirement de la jurisprudence Bowers, United States v. Windsor (en), annulant en 2013 la section 3 du Defense of Marriage Act, et Obergefell v. Hodges légalisant en 2015 le mariage homosexuel à l'échelle du pays. Dans ces quatre arrêts, l'opinion majoritaire est rédigée par Anthony Kennedy.

## Adoption de l'amendement 2
En 1992, les électeurs du Colorado doivent se prononcer par initiative populaire sur un amendement à la constitution du Colorado — l'amendement 2 — qui interdit à l'État, aux villes et aux comtés de l'État de voter des législations contre la discrimination envers les personnes homosexuelles et bisexuelles. Par conséquent, l'orientation sexuelle d'une personne ne peut pas être un motif de protection au même titre que la couleur de peau (contre le racisme), la religion (contre l'antisémitisme), etc. Des législations en ce sens avaient été adoptées par les villes de Denver, Boulder et Aspen.
Selon l'amendement 2 :

« Ni l'État du Colorado, à travers l'une de ses branches ou l'un de ses départements, ni l'une de ses agences, subdivisions politiques, municipalités ou districts scolaires, ne peut promulguer, adopter ou faire appliquer une loi, une règle, une ordonnance ou une politique selon laquelle l'orientation, le comportement, les pratiques ou les relations homosexuelles, lesbiennes ou bisexuelles devraient constituer ou être la base ou autoriser une personne ou un groupe de personnes à avoir ou à prétendre à un statut de minorité, un quota de préférence, un statut protégé ou une plainte pour discrimination. Cette section de la Constitution doit à tous égard s'appliquer directement. »

L'amendement est approuvé par 53 % des votants. Selon les enquêtes d'opinion, les habitants du Colorado étaient en grande majorité opposés aux discriminations basées sur l'orientation sexuelle. Ils étaient cependant opposés à la discrimination positive en faveur des homosexuels et c'est cette crainte qui aurait conduit à l'adoption de l'amendement,. Dès le passage de l'initiative, des appels au boycott de l'État du Colorado sont lancés.

## Procédure devant la Cour de l'État
Richard G. Evans, un homme homosexuel travaillant pour le maire de Denver Wellington Webb (en) ainsi que plusieurs autres individus et trois municipalités du Colorado (Denver, Boulder et Aspen) introduisent un recours en justice contre l'amendement 2. Un tribunal de l'État émet une injonction permanente contre l'amendement et, en appel, la Cour suprême du Colorado affirme que l'amendement est sujet à un « strict examen » au regard de la clause d'égale protection de la Constitution fédérale,. Le tribunal, sur renvoi, conclut que l'amendement ne passe pas ce « strict examen », ce que confirme la Cour suprême du Colorado après réexamen. À deux reprises, la Cour suprême de l'État a rendu un arrêt à deux voix contre une,.
La Cour suprême du Colorado soutient que l'amendement 2 enfreint le droit fondamental des homosexuels à participer équitablement au processus politique. Le jugement du tribunal estime que les homosexuels ne sont pas une suspect class, susceptible d'être sujette à discrimination ; la Cour suprême ne se prononce pas sur ce point, la disposition en question n'ayant pas fait l'objet d'un appel.
La majorité de la Cour suprême du Colorado précise que l'amendement 2 n'affecterait pas les lois du Colorado qui protègent généralement de la discrimination :

« La loi du Colorado proscrit actuellement la discrimination contre des personnes qui ne font pas partie de suspect classes... Bien sûr, l'amendement 2 n'a pas l'intention d'avoir des effets sur cette législation, mais recherche simplement à éviter l'adoption de lois anti-discrimination visant à protéger les gays, lesbiennes et bisexuels,,. »

Le juge ayant un avis divergeant estime que ni une suspect class, ni un droit fondamental ne sont en jeu dans l'affaire, et qu'il aurait ainsi appliqué un « test de fondement rationnel » (rational basis test) plutôt qu'un « strict examen » (strict scrutiny).

## Décision de la Cour suprême
L'affaire est débattue le 10 octobre 1995 devant la Cour suprême des États-Unis. Le 20 mai 1996, la Cour suprême déclare par six voix contre trois que l'amendement 2 du Colorado est inconstitutionnel, mais adopte un raisonnement différent des tribunaux du Colorado. Anthony Kennedy écrit l'opinion majoritaire que rejoignent John Paul Stevens, Sandra Day O'Connor, David Souter, Ruth Bader Ginsburg et Stephen Breyer. La Cour estime que l'amendement constitutionnel du Colorado vise les homosexuels en raison d'une animosité manquant de lien rationnel avec les buts légitimes d'un gouvernement.
En ce qui concerne l'argument que l'amendement 2 empêche simplement les homosexuels de recevoir des « droits spéciaux », Kennedy écrit :

« L'étendue de l'amendement 2 pourrait ne pas se limiter aux lois spécifiques adoptées au profit des gays et lesbiennes. C'est une déduction juste, sinon nécessaire, des termes généraux de l'amendement qu'il prive également les gays et lesbiennes de la protection des lois générales et des politiques interdisant la discrimination arbitraire dans le cadre gouvernemental et privé (...) La cour de l'État n'a pas décidé si cet amendement à cet effet, et nous non plus,. »

Kennedy conclut que l'amendement fait peser une difficulté particulière sur les homosexuels, en leur interdisant de chercher des protections « sans contrainte ». Plutôt que d'appliquer la méthode du « strict examen » comme la Cour suprême du Colorado, Kennedy pense que l'amendement ne remplit même pas le critère inférieur de lien rationnel avec les buts légitimes du gouvernement :

« Son simple ampleur est si discontinu avec les raisons invoquées à [son soutien] que l'amendement ne semble expliqué que par l'animosité envers la classe qu'il affecte ; il manque d'un lien rationnel avec les intérêts légitimes de l'État,. »

Il ajoute que l'amendement :

« Est à la fois trop étroit et trop large. Il identifie des personnes par un simple trait puis leur dénie la protection en général. L'exclusion induite d'une catégorie de personnes de rechercher une protection spécifique de la loi est sans précédent dans notre jurisprudence, »

Kennedy n'approfondit pas son rejet des arguments en faveur de la loi, comme la protection des propriétaires souhaitant expulser des locataires gays s'ils jugent l'homosexualité moralement offensante. Il insiste cependant sur le fait que la loi est si particulière qu'elle « déconcerte ce processus normal d'examen judiciaire » et « défie (...) l'instruction conventionnelle ». Il estime que « ce n'est pas dans notre tradition constitutionnelle de promulguer des lois de ce genre »,.
Trouvant que « les lois comme celle qui nous est présentée amènent à l'inévitable conclusion que le désavantage imposé est né d'une animosité envers le groupe de personnes affecté »,, Kennedy précise : « si la conception constitutionnelle d'« égale protection des lois » signifie quelque chose, il signifie au strict minimum qu'un simple (...) désir de blesser un groupe politiquement impopulaire ne peut constituer un intérêt gouvernemental « légitime » »,,.
L'opinion majoritaire dans Romer ne mentionne ni ne revient sur la jurisprudence Bowers v. Hardwick de 1986, qui permet aux États d'interdire les rapports homosexuels.

### Traductions
1. ↑  « Neither the State of Colorado, through any of its branches or departments, nor any of its agencies, political subdivisions, municipalities or school districts, shall enact, adopt or enforce any statute, regulation, ordinance or policy whereby homosexual, lesbian or bisexual orientation, conduct, practices or relationships shall constitute or otherwise be the basis of or entitle any person or class of persons to have or claim any minority status, quota preferences, protected status or claim of discrimination. This Section of the Constitution shall be in all respects self-executing ».
2. ↑  « Colorado law currently proscribes discrimination against persons who are not suspect classes....Of course Amendment 2 is not intended to have any effect on this legislation, but seeks only to prevent the adoption of anti-discrimination laws intended to protect gays, lesbians, and bisexuals ».
3. ↑  « Amendment 2's reach may not be limited to specific laws passed for the benefit of gays and lesbians. It is a fair, if not necessary, inference from the broad language of the amendment that it deprives gays and lesbians even of the protection of general laws and policies that prohibit arbitrary discrimination in governmental and private settings....The state court did not decide whether the amendment has this effect, however, and neither need we ».
4. ↑  « Its sheer breadth is so discontinuous with the reasons offered for it that the amendment seems inexplicable by anything but animus toward the class that it affects; it lacks a rational relationship to legitimate state interests ».
5. ↑  « [Amendment 2] is at once too narrow and too broad. It identifies persons by a single trait and then denies them protection across the board. The resulting disqualification of a class of persons from the right to seek specific protection from the law is unprecedented in our jurisprudence ».
6. ↑  « confound this normal process of judicial review (...) defies (...) conventional inquiry (...) It is not within our constitutional tradition to enact laws of this sort ».
7. ↑  « laws of the kind now before us raise the inevitable inference that the disadvantage imposed is born of animosity toward the class of persons affected ».
8. ↑  « If the constitutional conception of 'equal protection of the laws' means anything, it must at the very least mean that a bare ... desire to harm a politically unpopular group cannot constitute a legitimate governmental interest ».